# Avalon Park (élménypark)
Az Avalon Park Miskolctapolcán, erdei környezetben létesült turisztikai célpont, családi, szórakoztató és élménypark.

## A Park leírása
Az Avalon Park a HELL cégcsoport 7,8 milliárd forint összértékű beruházásában jött létre, mintegy 5 hektáros erdős területen, a Bükk szívében. Első ütemét 2015 nyarán adták át. Ebben az ütemben készült el az erdei nyomvonalon kialakított elektromos gokartpálya („HELL Kart & Event Center”), amelyen körülbelül 560 méteres távon gokartozhatnak a résztvevők, a pálya szélessége 8–12 méter. Az érdeklődők számára 32 darab Rimo típusú gokart és 3 db kétszemélyes gokart áll rendelkezésre. Érdekesség, hogy a futamok során a speciális bukósisakokban motorhangot szimulálnak. A versenyzők idejét elektronikus időmérő rendszer rögzíti. 
A park másik egysége a 2500 négyzetméteres területen fekvő szabadtéri Maya Játszópark, amely a gyerekek szórakozását biztosítja. Az első ütem része még a Sörkert, a szabadtéri színpad, valamint a műfüves futsalpálya. A több mint 200 fős Avalon Ristorante elsősorban az olasz ízek otthona. Céges rendezvények mindent kielégítő helyszíne a parkban található három különböző méretű konferenciaterem egyike. 2016 májusában adták át a 33 szobával és két lakosztállyal rendelkező szállodát, valamint a 15 db exkluzív rönkházat. A wellness élményekről a kinti és benti medencék, szaunák gondoskodnak.  A park különlegessége, hogy valamennyi épületéhez a legősibb építőanyagot, a fát használták, és HONKA rönkházakból áll az egész létesítmény.
Az Avalon Park a környezettudatosság szempontjait figyelembe véve valósult meg, ezért egész területén tilos az autósforgalom, így a parkon belül elektromos golfkocsikkal szállítják a vendégeket, illetve 129 férőhelyes mélygarázst alakítottak ki. A nem gépjárművel érkező látogatókat a Miskolctapolca határán lévő parkolóból induló, a 2-es busz tapolcai végállomásánál is megálló közúti Dotto vonattal („Avelino”) szállítják az Avalon Parkhoz.

## Díjai, elismerései
Az Avalon Park által elnyert díjak:
2015-ben elnyert díjak
- Szállás.hu – Év turisztikai attrakciója
- Gastro Design 2015 – Sörkert éttermi kiegészítők kategóriában

2016-ban elnyert díjak
- Greenovációs Nagydíj – Turizmus kategória – Miskolc turizmusáért díj
- Gastro Design 2016 – Vendéglátóipari Berendezés és Belsőépítészet – Zárt tér Hotel kategória
- Gault & Milleau elismerés – az Avalon Resort a legmagasabb luxus igényeket kielégítő szállodai besorolást kapta
- Szállás.hu Szakmai díj – Avalon Resort & SPA szakmai díj 1. helyezettje

2017-ben elnyert díjak
- Best of Budapest & Hungary – Best NEW 5 Star Hotel díj
- Iránytű turisztikai kommunikációs díj – A Resort & SPA lett a “szállodai kiadványok” kategória legjobbja!
- Az Év Wellness Szállodája – az „Utazó Magazin Toplistája” szavazás nyertese az Avalon Resort & SPA
- Business Excellence díj – Az Avalon Resort & SPA a legjobb vidéki business hotel
- Gastro Design 2017 – Avalon Resort & SPA: szálloda kategóriában a JAB Szállodaipari Berendezés és Belsőépítészet – Teljes Ház Díjon belül megosztott bronzérmet, a Solinfo Szállodaipari Berendezés és Belsőépítészet – Spa & Wellness Díjon belül pedig aranyérmet nyert.
- International Hotel Awards: A „Best Resort Hotel” és a „Best Large Hotel” elismerések mellett az Avalon Park szállodája elnyerte a nemzetközi 5 csillagos minősítést is.
- World Luxury Hotel Awards: A „Luxury Spa Resort”, „Luxury Family Resort” és „Luxury Theme Park Resort” kategóriák győztese az Avalon Resort & SPA.

2018-ban elnyert díjak
- Best of Budapest & Hungary: Magyarország legjobb vidéki szállodája az Avalon Resort & SPA.
- World Luxury Restaurant Awards: Az Avalon Ristorante Közép-Európa legjobb olasz konyhája és legszebb belsőépítészeti megoldásokkal rendelkező étterme.

2019-ben elnyert díjak
- International Hotel Awards: Európa legjobb vidéki szállodájá az Avalon Resort & SPA Európa legjobb vidéki szállodájá.

/ World Luxury SPA Awards: Az Avalon SPA: "Luxury Resort SPA" kategóriában Magyarország legjobbja lett, emellett regionális szintén "Luxury Wellness SPA" kategóriában Kelet-Európa legjobb SPA-ja címet is megszerezte.

## Képgaléria
|  |  |  |  |

|  |  |  |  |